# Théophylacte de Nicomédie
Pour les articles homonymes, voir Théophylacte.
Théophylacte de Nicomédie (en grec Theophylaktos), est un évêque byzantin, né vers l’an 765 en Asie Mineure, région contrôlée par l’Empire byzantin et mort vers l’an 845, en exil à la forteresse de Strobilos, sur la côte de Caria, en Anatolie,. Il est aussi connu sous le nom de Théophylacte le bâtisseur ou bien le confesseur. Il est un Saint associé à la religion chrétienne orthodoxe, il est commémoré le 8 mars par la communauté. Étant évêque de la cité de Nicomédie, il est reconnu dans la communauté comme un bâtisseur d’église, d’hospice, d’hôpital et de monuments religieux. Dans le tumulte de la crise Iconoclasme de l’Empire Byzantin de l’an 815, Théophylacte est envoyé en exil par les iconoclasmes commandé par Léon V, qui le condamna par le fait même à la mort hors de son diocèse et à la torture pour environ trente ans. L’héritage du saint de Nicomédie a été transmis par deux hagiographies majeures ainsi que par de multiples œuvres occidentales découlant de leur interprétation. La première hagiographie intitulée La Vie de Théophylacte, a été produit par un auteur du même nom que le saint. Cette hagiographie est l’œuvre d’un clerc de l’Église de Nicomédie, qui a vécu dans la métropole après 843. Elle a été écrite à l’occasion du transfert du corps du saint, à titre de commémoration. L’auteur assure aux lecteurs que les œuvres mises en place par le saint étaient toujours en ordre lors de l’écriture de son hagiographie. Pour la deuxième, elle aurait été écrite vers le milieu du IXe siècle, par un auteur anonyme qui a intitulé son œuvre Vie. Selon les sources, elle aurait été écrite par un moine de la ville de Nicomédie qui s’est grandement inspiré de la première hagiographie écrite un siècle auparavant. 

## Éducation et vie monastique

### Enfance et Éducation
Théophylacte est né en Asie Mineure, territoire contrôlé par les romains depuis le lègue D’Attale III en 133 av. J.-C., il restera aux mains des byzantins après la séparation de l’Empire en 395. Ayant établi leur contrôle depuis d’innombrables années, la religion chrétienne romaine et ensuite byzantine s’était grandement implantée dans ces terres. Malgré l’hagiographie produite par Théophylacte, il n’y a presque aucune documentation sur l’enfance du saint, il n’y a que des suppositions et des effets de causalité qui permet de statuer au minimum son éducation. Il quitta le domicile familial en 780 après avoir pris une charge administrative dans la ville de Constantinople, la capitale de l’Empire byzantin, auprès de Taraise. La formation typique de l’époque pour les évêques comprenait trois formes connues : scolaire, professionnelle et monastique. Tout d’abord, l’individu apprenait à écrire, lire et compter au niveau scolaire. Passant ensuite vers la formation professionnelle, qui consistait à faire un choix entre la carrière ecclésiastique ou laïque. Vient la formation monastique, enfin d’acquérir les vertus nécessaires en tant qu’homme de Dieu, et les qualités comme évêque ; c’était le point de départ de la carrière épiscopale. Théophylacte devait remplir une charge administrative dès son arrivée à Constantinople, donc il est très probable qu’il aille reçu une éducation scolaire et professionnelle avant son départ de sa ville natale d’Orient.

### Vie monastique dans le monastère de Taraise
Arrivé à Constantinople, il est pris sous l’aile du prôtoasèkrètis Taraise et devient secrétaire de ce dernier. C’est d’ailleurs avec cette tâche qu’il rencontra Michel, un autre laïc qui deviendra l’évêque de Synades quelques années avant lui. Taraise occupe la deuxième plus haute fonction de la religion byzantine, après l’Empereur. Arrivant au pouvoir dans une période trouble de l’histoire de la religion byzantine, Taraise commence à modifier son cercle d’influence et à mettre en place plusieurs réformes. Dans celles-ci, il inaugure le monastère de la rive européenne au Bosphore et confie l’administration à Théophylacte et Michel. Ils mirent leurs compétences administratives au service de ce monastère qui leur apprit les vertus de la vie monastique. Ce séjour forgea grandement les œuvres de Théophylacte lors de son passage comme évêque de Nicomédie. Il est possible de dater approximativement le temps de résidence du saint dans le monastère. Il serait entré au service de Taraise vers l’an 785, à l’âge de vingt ans. Cette année est en lien avec l’accession au pouvoir de Taraise en 784 et la nomination de Michel à l’évêché de Synades en l’an 787. Théophylacte serait resté au monastère jusqu’à sa nomination à titre d’évêque métropolitain de Nicomédie en l’an 800 et il aurait été âgé de 35 ans. Dans son cas, la tradition concernant l’âge d’admission des nouveaux évêques fut respectée, il entra dans l’ordre épiscopal après l’âge de trente ans, malgré le manque criant d’évêques durant cette période de crise. C’est lors de son passage dans la ville de Nicomédie et de son rôle actif contre l’iconoclasme, et plus particulièrement contre Léon V, qu’il forgea sa légende.

## Œuvres et zèle religieux
Théophylacte fut l’évêque de Nicomédie durant presque 15 ans. Son mandat commença en 800 lors de la réorganisation des évêchés par Taraise, à la suite de la première crise iconoclaste. Dès le début de son mandat, Théophylacte entreprend la construction d’un vaste complexe dédié aux saints Anargyres Côme et Damien. Ce couple de saints médecins occupe une forte place dans la théologie et les icônes de l’Empire byzantin, ils sont la figure de proue de la médecine et de la pharmaceutique byzantine ainsi que des guérisons miraculeuses, leur donnant le titre de saint. Ils auraient accompli quarante-huit miracles grâce à leur talent de guérison et plusieurs miracles auraient eu lieu après leur mort à cause de leurs icônes. La construction de ce complexe attire les pèlerins, les pauvres et les mécènes à Nicomédie. Les riches font des dons et permet l’accroissement des églises et des hospices à proximité. À côté de ce vaste complexe, Théophylacte fit construire des maisons à deux étages, meublées de lit et de matériel médical pour en faire un hôpital. Il embaucha du personnel qualifié, des médecins et des serviteurs servant d’infirmier pour prodiguer des soins aux individus qui en demandaient. Comme dans son enseignement reçu par Taraise concernant la charité aux pauvres et leur administration, Théophylacte avait mis sur pied un registre avec le nom des bénéficiaires, leur famille et leur ethnie, ce qui permettait de dispenser de la nourriture équitablement dans la ville ainsi que de permettre la prise de bain chaud par ces individus chaque vendredi et l’obtention de vêtement propre à chaque mois ,. En plus de mettre sur pied un véritable réseau de charité chrétienne, Théophylacte a créé une large administration pour subvenir aux besoins de son réseau. Malgré un déclin de la ville de Nicomédie durant le VIIIe siècle, le Saint est un important pilier de sa reprise de vitalité à la fin du VIIIe siècle et au début du IXe. Pour mettre ces réalisations dans un contexte plus global, elles sont impressionnantes, mais non uniques. Dans plusieurs cas, les nouveaux gradés font des restaurations ou des rajouts d’infrastructures religieuses lors de l’arrivé au pouvoir, comme son mentor Taraise qui a construit plusieurs xenochia dès son arrivée.
Théophylacte était considéré comme un fervent défenseur de la foi chrétienne byzantine, par ces actions de charité qu’il entreprenait. Dans son hagiographie, l’auteur met l’accent sur la présence du saint auprès de son personnel médical, prenant même soin des patients, leur lavant les pieds ; tel le Christ qui lava les pieds de ses apôtres avant la dernière scène. Même si son rang d’évêque le plaçait en haut de la hiérarchie du diocèse, il vivait dans la simplicité et dans la charité. Encore une fois, il fut probablement influencé par la vie du Christ. N’étant pas issu d’une grande famille aristocratique, mais plutôt d’une famille vivant de l’autarcie et de la petitesse, il était habitué de vivre par ces propres moyens et de se contenter de ce que la terre lui offrait. Son zèle provenait de son mentor Taraise, qui invitait les pauvres à sa table et distribuait aux indigents des subventions mensuelles. Taraise aurait eu une large part d’influence dans son zèle religieux.

## Crise iconoclaste
Théophylacte fut un évêque remarquable de la ville de Nicomédie, construisant hospice, hôpital et monuments religieux. Mais c’est lors de la deuxième crise Iconoclasme de l’Empire byzantin qu’il reçut ces titres de noblesse et sa Sainteté, par sa bravoure et son entêtement. La deuxième crise Iconoclasme survient en 813, avec l’arrivée sur le trône de l’Empereur Léon V. Malgré un règne de courte durée, de 813 à 820, il provoqua une seconde crise iconoclaste en ordonnant la destruction des icônes religieuses, pour tenter de rétablir la paix au sein de son empire. Ceci provoqua une levée des boucliers de la part des évêques dispersés un peu partout dans l’Empire. L’intérêt commun de tous évêques est la défense des intérêts de la religion chrétienne byzantine, l’iconoclasme leur donne un fort prétexte pour exprimer leurs voies. Ce sont les évêques qui ont le pouvoir de faire appliquer les directives de l’empereur dans leur épiscopale, ce qui leur donne beaucoup de pouvoir religieux contre l’empereur. La rencontre de décembre 814 sera capitale dans l’implantation de l’iconoclasme et de l’envoi en exil de plusieurs évêques.
Lors de cette rencontre, ce sont deux manières totalement différentes de voir la théologie de l’Empire doubler de la conception du pouvoir et du contrôle de la société qui s’affronte. C’est dans ce contexte que Théophylacte se présente à cette rencontre. Sa conception est expliquée dans son hagiographie : « Théophylacte dénonce le désordre social, pour l’Empire comme pour l’Église, qui naîtra d’une renaissance de l’iconoclasme ; la question n’est donc pas uniquement de savoir si la vénération est assimilable à de l’idolâtrie». En d’autres termes, il craint une désorganisation de la part des sujets de l’empereur ainsi que dans les doctrines de l’Église chrétienne byzantine si l’iconoclasme est dûment implanté. Il craint un soulèvement de population contre son souverain et contre l’Église. La population byzantine est très attachée à ses icônes, comme les peintures de Saints Côme et Damien qui pouvait miraculeusement guérir les malades. Saccager ces icônes reviendrait à détruire les rites et les croyances de la population. Théophylacte est du côté de la population qui iconophiles, comme de nombreux évêques avec lui : « Euthyme de Sardes, Théophile d’Éphèse, Émilien de Cyzique, Théophylacte de Nicomédie, Pierre de Nicée, Michel de Synada, Joseph de Thessalonique […] ». Il est possible de voir le nom de son ami Michel de Synada dans cette liste, donc il est normal de se demander : si les enseignements de Taraise sont derrière cette défense de la part de Théophylacte et Michel. Aucune source ne permet de répondre avec précision à cette question, mais comme Taraise a eu une énorme influence dans la vie de Théophylacte, il est très probable que ses enseignements aient influencé le saint. La rencontre se termina par l’exil de plusieurs des Évêques qui était contre l’Empereur. Théophylacte, qui avait été un Évêque très sédentaire en quittant l’Orient pour se joindre Taraise à Constantinople, pour quitter la métropole seulement pour servir son mentor au monastère de Bosphore et ensuite comme métropolitain à Nicomédie, il est envoyé en exil à Strobilos pendant près d’une trentaine d’années où il mourut d’une maladie et de torture.

## Exil, mort et rapatriement
Théophylacte de Nicomédie a dû quitter son diocèse, banni par l’Empereur Léon V à la suite de la controverse de l’iconoclasme en l’an 815. Il est envoyé à la forteresse de Strobilos, sur la côte de Caria, en Anatolie. Il mourut trente ans plus tard en 845, des suites de complications d’une maladie et de la torture. Durant ces années, ses bourreaux lui ont surtout fait des tortures sur le visage, sur son corps et sur sa pilosité. Théophylacte a eu le visage brûler et les poils de la barbe arrachés un par un. Ses tortionnaires cherchaient à l’humilier, à effacer toute trace de son statut d’homme et de clerc. La barbe est un élément important dans la culture byzantine, au contraire des chrétiens d’occident qui se rasaient de près, les byzantins ont adopté la barbe comme signe de sagesse et de puissance. Donc, s’attaquer à la barbe d’un homme vivant est un symbole fort dans la déshumanisation de cet homme dans cette société. Il est légitime de supposer que cette torture était en lien avec la pratique de l’iconoclasme que Léon V avait mis en place, détruisant les icônes avant même d’en devenir une. Durant son exil, la crise iconoclaste fût réglée, par l’intermédiaire de Théodora, qui fût la régente de son fils à partir de 842. Pour plusieurs évêques qui ont été envoyés en exil par Léon V, l’avènement de Théodora inclut un retour de ces derniers. Malheureusement pour Théophylacte, malade et vieillissant, il meurt seulement deux ans après, soit en 845, à Strobilos. Il est rapatrié deux ans plus tard, en 847, et il est enterré dans le complexe qu’il a fait construire en l’honneur des deux saints médecins Côme et Damien. C’est lors de son rapatriement qu’une hagiographie du saint est commandée et commencée par un homme portant le nom de Théophylacte.

## Liste de référence bibliographique
1. ↑  Moulet 2016, p. 497.
2. 1 2  Foss  1991.
3. ↑  Moulet 2016, p. 425.
4. 1 2  Vogt 1932, p. 69-70.
5. 1 2 3  Vogt 1932, p. 69.
6. ↑  Moulet 2016, p. 498.
7. ↑  Malamut, 1993, p.61
8. ↑  Malamut, 1993, p.82
9. ↑  Moulet 2016, p. 222.
10. ↑  Moulet 2016, p. 231.
11. ↑  Gouillard, « TARAISE (730 env.-806) patriarche de Constantinople (784-806) »
12. ↑  Moulet 2016, p. 244.
13. 1 2 3 4  Moulet 2008, p. 300.
14. ↑  Rocchietta, 1984, p.131.
15. ↑  Pierre, 1974, p.288
16. ↑  Caseau et Congourdeau, 2006, p.330
17. ↑  Moulet 2016, p. 396.
18. ↑  Kaplan, 2006, p.23
19. ↑  Moulet 2016, p. 177.
20. ↑  Moulet 2016, p. 177-178.
21. ↑  Moulet 2016, p. 188.
22. ↑  Moulet 2016, p. 190.
23. ↑  Malamut, 1993, p.193
24. ↑  Moulet 2016, p. 440.
25. ↑  Drocourt, 2016, p.122
26. ↑  Moulet 2016, p. 451.
27. ↑  Moulet 2016, p. 452.

## Liens
- Notices d'autorité :   - VIAF
  - Tchéquie